# Hendrik V (toneelstuk)

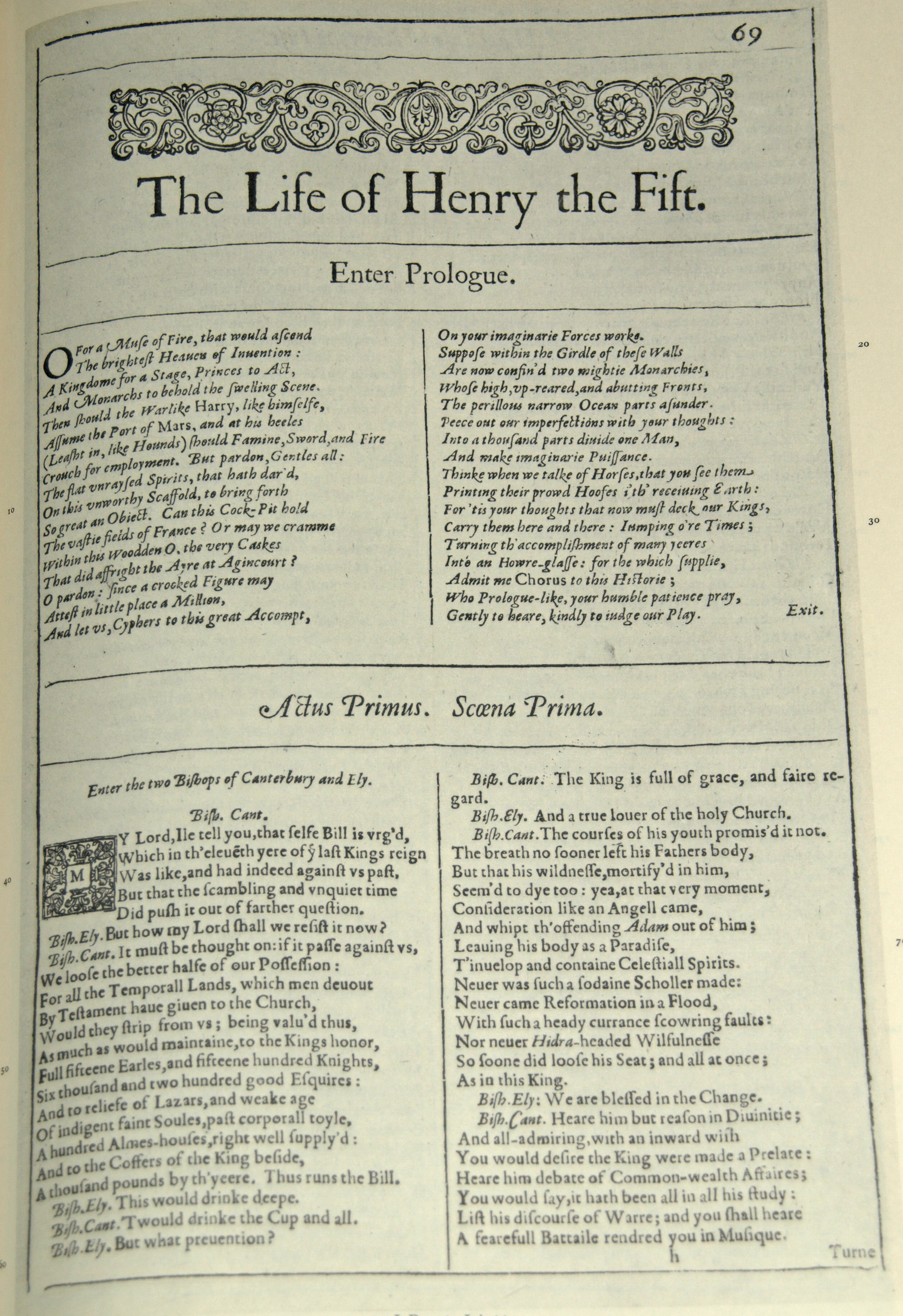
'The Life of Henry the Fift' uit de First Folio

Hendrik V (Engelse titel: Henry V) is een historisch stuk van William Shakespeare, geschreven in 1599. Het is gebaseerd op het leven van koning Hendrik V van Engeland. De gebeurtenissen in het stuk spelen zich af tijdens de Honderdjarige Oorlog, onmiddellijk voor en na de Slag bij Azincourt (Agincourt) van 1415. Henry V sluit Shakespeares tetralogie af waar ook Richard II, Henry IV, Part 1 en Henry IV, Part 2 deel van uitmaken.

## Datum en tekst
Op basis van een duidelijke verwijzing naar Essex' mislukte missie om de Opstand van Tyrone te bedwingen, wordt het spel gedateerd omstreeks 1599. The Chronicle History of Henry the fifth werd in het register van de Stationers Company genoteerd op 14 augustus 1600 door de boekhandelaar Thomas Pavier. De first quarto werd nog voor het einde van het jaar gepubliceerd door Thomas Millington en John Busby, waarbij een zekere Thomas Creede het drukwerk voor zijn rekening nam.
Dat eerste quarto (Q1) is een bad quarto, een verkorte versie van het origineel, waarbij het waarschijnlijk gaat om een piraatversie. Een tweede quarto, een herdruk van Q1, werd door Pavier gepubliceerd in 1602. Daarop volgde nog een derde quarto-uitgave (Q3) in 1619 (onder de valse datum 1608) als deel van William Jaggards False Folio. Pas in 1623 verscheen een superieure uitgave in de First Folio.

## Dramatis personae
- Hendrik V: koning Hendrik V van Engeland
- Humphrey, hertog van Gloucester, en John of Lancaster, hertog van Bedford: broers van de koning
- Thomas Beaufort, 1st Duke (hertog) of Exeter: oom van de koning
- Edward of Norwich, 2nd Duke of York, neef van de koning Westmoreland, en Richard de Beauchamp, 13th Earl (graaf) of Warwick
- Hendrik Chichele: aartsbisschop van Canterbury
- John Fordham, bisschop van Ely
- Richard of Conisburgh, 3rd Earl of Cambridge, Henry le Scrope, 3rd Baron Scrope of Masham, en Sir Thomas Grey: de verraders
- Thomas Erpynham (Sir Thomas Erpingham), Gower, Fluellen, Macmorris, Jamy: officieren van Hendriks leger
- Bates, Court, Williams: soldaten in Hendriks leger
- Pistol, Nym, Bardolph
- Boy (jongen)
- A Herald (bode)
- De koning van Frankrijk, Karel VI van Frankrijk (in het stuk niet bij naam genoemd)
- Lodewijk (Louis), dauphin van Frankrijk (1397-1415)
- Filips de Goede (hertog van Bourgondië), Charles (hertog van Orléans), John I (hertog van Bourbon) en John, dauphin van Frankrijk (1398-1417)
- Charles d'Albret: hoge officier aan het Franse hof
- Rambures en Grandpré: Franse lords
- Montjoy: een Franse bode
- Gouverneur van Harfleur
- Ambassadeurs van de Engelse koning
- Monsieur le Fer: een Franse soldaat
- Isabeau de Bavière, koningin van Frankrijk
- Catharina van Valois: dochter van Charles en Isabel
- Alice: gezelschapsdame van prinses Katharina
- Waardin van the Boar's Head Tavern, voordien Mistress Quickly, nu gehuwd met Pistol

## Synopsis
Het stuk speelt zich af in Engeland in de vroege vijftiende eeuw. De politieke situatie in Engeland is gespannen: koning Hendrik IV is overleden, en zijn zoon, de jonge Hendrik V, heeft zojuist de troon bestegen. De daaropvolgende burgeroorlogen hebben de Engelsen rusteloos en ontevreden achtergelaten. Om het respect van zijn volk terug te winnen zal Hendrik hen zijn wilde, onbezonnen jeugd moeten doen vergeten toen hij met dieven en dronkaards omging in de Boar's tavern nabij Londen.
Hendrik claimt bepaalde delen van Frankrijk op basis van zijn afkomst van aan het Franse hof gelieerde edelen en hoopt via een technische clausule in verband met landeigendom land te kunnen opeisen. Wanneer de dauphin (troonopvolger van de Franse troon) Hendrik een beledigend antwoord zendt, besluit Hendrik Frankrijk binnen te vallen. Gesteund door de Engelse adel en geestelijkheid begint Hendrik zijn leger klaar te maken voor de oorlog.
In de Boar's Head Tavern in Eastcheap maken enkele van Hendriks vroegere vrienden zich intussen klaar om ten oorlog te trekken. Sinds zijn troonsbestijging wil de koning niets meer met dat criminele volk te maken hebben. Bardolph is erbij, en Pistol en Nim. Ook Falstaffs dood, de oudere ridder waar de vroegere prins Hall mee optrok, wordt even vermeld.
Vlak voor zijn vloot uitvaart, wordt koning Hendrik op de hoogte gebracht van een complot tegen zijn leven. Drie verraders die voor de Fransen werken smeken om genade, maar Hendrik geeft het bevel tot hun executie. Onder hen bevindt zich Scrope, een vroegere vriend van hem.
De Engelsen zeilen naar Frankrijk en vechten hun weg doorheen het land. Ze zijn weliswaar in de minderheid, maar slagen er niettemin in om overwinning op overwinning te behalen. Ze veroveren de stad Harfleur, waar Hendrik een passionele toespraak houdt voor zijn soldaten. Onderweg worden Nim en Bardolph op stelen betrapt en opgehangen.
- Bibliothèque nationale de France: cb11970651v (data)
- Gemeinsame Normdatei: 4099354-1
- Library of Congress Control Number: n82227794
- Nationale Bibliotheek van Israël: 987007520681605171
- Virtual International Authority File: 174327288